# Joel Moffett
Joel Moffett ist ein US-amerikanischer Filmproduzent, Filmregisseur, Drehbuchautor und Schauspieler.

## Leben
Moffett wuchs auf der Insel Maui, Hawaii auf. Er besuchte die dortige Seabury Hall High School. Er hat einen Master of Fine Arts in Filmregie vom American Film Institute und einen Master of Fine Arts in Theaterregie von der Humboldt State University. Später unterrichtete er neun Jahre lang an der American Film Institute in den Fächern Drehbuch und Regie. Während dieser Zeit war er auch am Chapman University Dodge College als Lehrkraft in den Fächern Schauspiel, Produktion und Regie tätig. Moffett war Teil der ersten Einstellung einer Vollzeit-ACM-Fakultät im Jahr 2005, deren Aufgabe es war, ein neues Filmprogramm zu starten. In dieser Funktion wurde er mit dem Kanzlerzitat für verdienstvolle Lehre ausgezeichnet und ist derzeit außerordentlicher Professor.
Seit 1993 ist er in der Produktion von verschiedenen Kurzfilmen tätig. Die Kurzfilme wurden bereits auf verschiedenen Filmfestivals aufgeführt und mit Preisen ausgezeichnet.

## Filmografie

### Produzent
- 1993: The Lost Continent (Kurzfilm)
- 2007: The Monkeyboy Fever (Kurzfilm)
- 2007: Home Again (Kurzfilm)
- 2009: Beauty Brawl (Kurzfilm)
- 2010: Poi Dogs (Kurzfilm)
- 2011: Skin Therapy (Kurzfilm)
- 2012: Sunny (Kurzfilm)
- 2012: Not Until the Fat Lady Sings (Kurzfilm)
- 2013: Out of Focus (Kurzfilm)
- 2013: No Trespassing (Kurzfilm)
- 2014: N. King (Kurzfilm)

### Drehbuch & Regie
- 1993: The Lost Continent (Kurzfilm)
- 1997: My Body (Kurzfilm)
- 2007: Horsepower (Kurzfilm)
- 2010: Poi Dogs (Kurzfilm)
- 2015: Technical Difficulties of Intimacy (Kurzfilm)

### Schauspieler
- 1993: The Lost Continent (Kurzfilm)
- 1993: Saint Crispin’s Day
- 1997: My Body (Kurzfilm)
- 1998: Caught in the Spray (Kurzfilm)
- 2005: Smile (Kurzfilm)
- 2007: Horsepower (Kurzfilm)

## Auszeichnungen
Accolade Global Film Competition
- 2015: Award of Merit für Technical Difficulties of Intimacy

AFI Fest
- 1997: Filmmaker Audience Award for Best Student Short Film für My Body

Austin Gay & Lesbian International Film Festival
- 1997: aGLIFF Award für My Body

Big Muddy Film Festival
- 2016: Best Narrative Short für Technical Difficulties of Intimacy

CINE Golden Eagle Film and Video Competition
- 2010: Golden Eagle für Poi Dogs

CinHomo Film Festival
- 2015: Festival Prize für Technical Difficulties of Intimacy

Festival du Court-Métrage de Clermont-Ferrand
- 1998: Canal+ Award für My Body

Delta International Film and Video Festival
- 2010: Best Short für Poi Dogs

George Lindsey UNA Film Festival
- 2008: Gold Lion für Horsepower

Lesbisch Schwule Filmtage Hamburg – International Queer Film Festival
- 2015: Ursula für Technical Difficulties of Intimacy

KASHISH Mumbai International Queer Film Festival
- 2016: Jury Award (nominiert) für Technical Difficulties of Intimacy

London Independent Film Festival
- 2008: Festival Prize für Horsepower

Palm Springs International ShortFest
- 1997: Student Award - Honorable Mention für My Body

Student Academy Awards
- 1998: Silver Medal für My Body

Tribeca Film Festival
- 2010: Jury Award (nominiert) für Poi Dogs

Washington DC Independent Film Festival
- 2008: Grand Jury Award für Horsepower
- 2010: Grand Jury Award für Poi Dogs

Worldfest – Houston International Film Festival
- 2010: Platinum Remi Award für Poi Dogs
- 2015: Silver Remi Award für Technical Difficulties of Intimacy